# 高免疫球蛋白M症候群
高免疫球蛋白M症候群是一種遺傳病，其會導致免疫球蛋白同型轉化的能力缺乏，IgM抗體無法轉換成IgG、IgA、IgE等形式。
此遺傳病於美國的盛行率為1000000分之1。
遺傳方面，其遺傳方式為X染色體隱性遺傳或體染色體隱性遺傳，視基因突變的位置而定。